# Kurčatov (Russia)
Kurčatov (anche traslitterato come Kurchatov) è una città della Russia europea occidentale, nell'oblast' di Kursk; è capoluogo del rajon Kurčatovskij. Si trova lungo il corso del fiume Sejm, una quarantina di chilometri a ovest del capoluogo Kursk.
La cittadina venne fondata nel 1968 in seguito alla costruzione della centrale nucleare di Kursk e venne dichiarata città nel 1983; prende il nome dal fisico sovietico Igor Kurčatov.

## Società

### Evoluzione demografica
Fonte: mojgorod.ru
- 1979: 21.800
- 1989: 41.100
- 2002: 45.556
- 2006: 46.500